# Тім О'Браєн (автор)
Вільям Тімоті О'Браєн (англ. William Timothy "Tim" O'Brien Jr.; нар. 1 жовтня 1946) — американський письменник . Найбільш відомий своєю книгою «The Things They Carried» (1990), збіркою пов'язаних напів-автобіографічних оповідань, натхненних досвідом О'Браєна під час участі у війні у В'єтнамі . Книга була названа в'єтнамською класикою редакції газети The New York Times у 2010 році. Автор військового роману «Going After Cacciato» (1978) та інших творів про післявоєнне життя ветеранів.

## Життя і кар'єра
Тім О'Брайен народився в місті Остін, штат Міннесота . В 10 років, сім'я переїхала до міста Вортінгтон, штат Міннесота. Вортінгтон мав великий вплив на уяву О'Браєна та його ранній розвиток як автора. Місто розташоване на озері Окабена в південно-західній частині штату і слугує місцем дії деяких його оповідань, особливо в романі «The Things They Carried».
У 1968 році О'Браєн отримав ступінь бакалавра з політичних наук у коледжі Макалестер, де він був президентом студентського колективу. Того ж року був призваний до армії Сполучених Штатів і відправлений до В'єтнаму, де він служив з 1969 по 1970 рік у піхоті.
Після закінчення військової служби О'Браєн вступив до аспірантури Гарвардського університету. Згодом проходив стажування у Washington Post . У 1973 році він опублікував свою першу книгу, мемуари, «Якщо я помру в зоні бойових дій, запакуйте мене в коробку і відправте мене додому» про свій досвід війни. У цих мемуарах О'Браєн пише: «Чи може піхотинець навчити чогось важливого про війну, просто за те, що там був? Я думаю ні. Він може розповідати воєнні історії».